# Курбангалеев, Артур Ришатович
 Курбангалеев Артур Ришатович  (14 декабря 1980 года — 9 сентября 1999 года) — заместитель командира парашютно-десантного взвода 3-й парашютно-десантной роты 119-го гвардейского парашютно-десантного полка (войсковая часть № 59236) Воздушно-десантных войск, гвардии сержант, Герой России (1999).

## Биография
Курбангалеев Артур Ришатович родился 14 декабря 1980 года в Уфе.
Татарин. Детские и юношеские годы провёл в городе Усть-Катаве Челябинской области, куда с родителями переехал в 1984 году, и где в 1998 году окончил среднюю школу № 7.
В Вооружённые Силы Российской Федерации призван в декабре 1998 года Усть-Катавским горвоенкоматом Челябинской области.
Служил в воздушно-десантных войсках. Когда в начале августа 1999 года началась антитеррористическая операция на территории Республики Дагестан и Чеченской Республики (Вторая Чеченская война) заместитель командира парашютно-десантного взвода (3-я парашютно-десантная рота, 119-й гвардейский парашютно-десантный полк) гвардии сержант Артур Курбангалеев в составе своего подразделения принял активное участие в боевых действиях.
В ходе одного из боёв, 8 сентября 1999 года, в Новолакском районе Дагестана, против чеченских террористов и их иностранных пособников мужественный воин-десантник, ценой жизни прикрыл своим телом от осколков гранаты раненых товарищей.
Похоронен с воинскими почестями в городе Усть-Катав Челябинской области.
Указом Президента Российской Федерации от 30 декабря 1999 года за мужество, героизм, проявленные при выполнении воинского долга гвардии сержанту Курбангалееву Артуру Ришатовичу посмертно присвоено звание Героя Российской Федерации.

## Память
В память о Герое в Октябрьском районе города Уфы на фасаде дома № 14 по Лесному проезду установлена мемориальная доска, на которой золотыми буквами высечено имя Героя России Артура Курбангалеева, а так же мемориальная доска установлена в городе Усть-Катаве, в школе, где учился Артур.